# Сан-Мартіно-Альфієрі
Сан-Мартіно-Альфієрі (італ. San Martino Alfieri, п'єм. San Martin) — муніципалітет в Італії, у регіоні П'ємонт,  провінція Асті.
Сан-Мартіно-Альфієрі розташований на відстані близько 480 км на північний захід від Рима, 45 км на південний схід від Турина, 12 км на південний захід від Асті.
Населення — 679 осіб (2014).
Щорічний фестиваль відбувається 11 листопада. Покровитель — святий Мартин.

## Демографія
Населення за роками:

Станом на 1 січня 2023 року в муніципалітеті офіційно проживало 45 іноземців з 14 країн, серед них 30 громадян країн Євросоюзу.

## Сусідні муніципалітети
- Антіньяно
- Костільйоле-д'Асті
- Говоне
- Сан-Дам'яно-д'Асті